# Matías Baigorri
Matías Nahuel Baigorri (Buenos Aires, 27 de agosto de 1992) es un periodista, presentador de radio y funcionario argentino. Es el fundador y director de los medios El Peronense Noticias y Nova Radio. 
Desde enero de 2024, se desempeña como Director de Cultura y Educación de la Secretaría de Educación, Cultura y Deportes de Presidente Perón, bajo el gobierno municipal de Blanca Cantero, liderando proyectos culturales y educativos en la comunidad.
Baigorri inició su carrera en los medios locales desde su adolescencia, participando en radios como FM Explosión, Digital FM y FM Imperio. En 2016, comenzó a estudiar periodismo en la Universidad Nacional de Lomas de Zamora (UNLZ). En 2017, fundó El Peronense Noticias, un medio digital especializado en cubrir eventos del sur del conurbano bonaerense, que se ha consolidado como un referente periodístico de la región.
Entre 2014 y 2020, ocupó el cargo de Coordinador de Prensa de la Municipalidad de Presidente Perón, donde fue responsable del desarrollo de la estrategia de comunicación institucional y de la creación de la imagen actual del municipio. Durante ese período, Baigorri gestionó la relación con medios locales y regionales, asegurando una cobertura mediática acorde a los objetivos institucionales.
En 2020, fundó Nova Radio, una emisora FM con estudios en Guernica, Buenos Aires, que ofrecía una programación diversa centrada en noticias y entretenimiento. Sin embargo, en 2023, el proyecto de Nova Radio salió del aire debido a problemas societarios, lo que marcó una pausa en su trayectoria radial.

## Premios y reconocimientos
Baigorri ha recibido los siguientes reconocimientos:
- 2019: Reconocimiento otorgado por parte del Honorable Concejo Deliberante del Partido de Presidente Perón «en razón por su labor periodística».
- 2019: Reconocimiento otorgado por parte del Municipio del Partido de Presidente Perón «por su trabajo y compromiso con la Verdad».